# Az ifjú Viktória királynő
Az ifjú Viktória királynő (eredeti címén: The Young Victoria) 2009-ben bemutatott, brit-amerikai koprodukcióban készült történelmi dráma Jean-Marc Vallée rendezésében.

## Szereplők
| Szerep                                   | Színész            | Magyar hangja (1. szinkron, 1983) |
| ---------------------------------------- | ------------------ | --------------------------------- |
| Viktória királynő                        | Emily Blunt        | Mezei Kitty                       |
| Albert szász–coburg–gothai herceg        | Rupert Friend      | Seder Gábor                       |
| Viktória szász–coburg–saalfeldi hercegnő | Miranda Richardson | Kovács Nóra                       |
| Sir John Conroy báró, vagyonkezelő       | Mark Strong        | Epres Attila                      |
| Lord Melbourne főminiszter               | Paul Bettany       | Lux Ádám                          |
| IV. Vilmos angol király                  | Jim Broadbent      | Szokolay Ottó                     |
| I. Lipót belga király                    | Thomas Kretschmann | N/A                               |